# La Haye-de-Calleville
 La Haye-de-Calleville  là một xã thuộc tỉnh Eure trong vùng Normandie miền bắc nước Pháp.